# ألبرت ستودارد
ألبرت ستودارد هو محامي وسياسي أمريكي، ولد في 6 مايو 1785 في يونيون في الولايات المتحدة، وتوفي في 19 أغسطس 1847. نشط حزبياً في الحزب الجمهوري الديمقراطي. وقد انتخب عضو مجلس ولاية كونيتيكت ‏ وانتخب عضو مجلس النواب الأمريكي.